# Kristína Peláková
Kristína Peláková, eller blot kendt under sit fornavn Kristina (født 20. august 1987) er en slovakisk sanger.
i 2010 vandt Kristína den nationale udtagelse til Eurovision Song Contest 2010 med sangen "Horehronie". Sangen blev #1 på den slovakiske hitliste. Den 25. maj 2010 deltog hun i den første semifinale i Eurovision Song Contest, men det lykkedes hende ikke at gå videre til finalen den 29. maj.